# Kateřina Křížová
Kateřina Křížová (Hradec Králové, 23 marzo 1980) è un'ex cestista ceca.

## Carriera
Con la Rep. Ceca ha disputato i Campionati mondiali del 2006.